# Strawbs

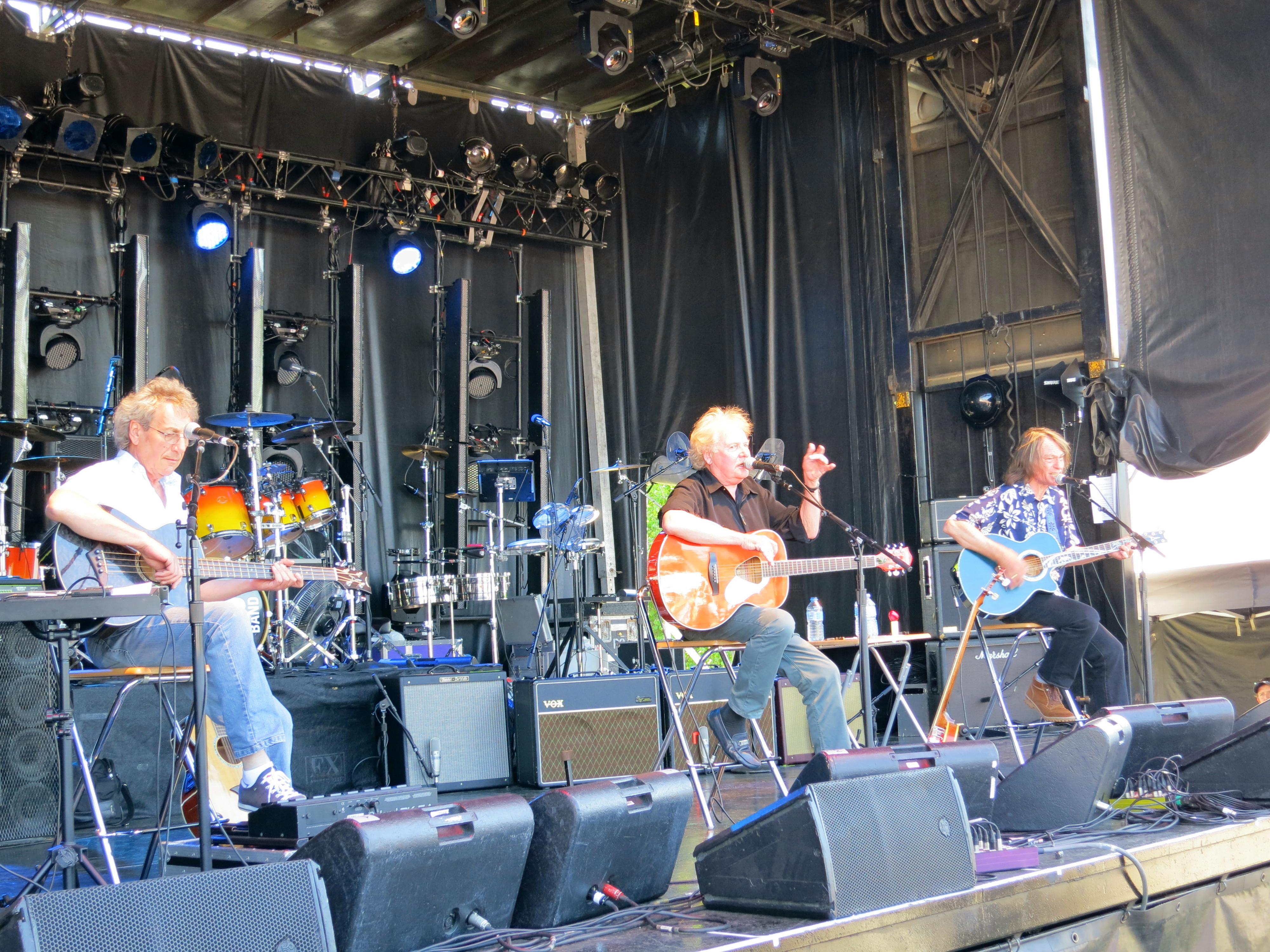
The Strawbs

Strawbs (ook The Strawbs) is een Britse band die stamt uit de jaren zestig en anno 2016 nog steeds muziekalbums maakt en optreedt. Strawbs is onderhevig aan veel personeelswisselingen, de oorzaak ligt waarschijnlijk in het karakter van bandleider Dave Cousins.

## Het begin
Het fundament van Strawbs bestaat uit Dave Cousins en Tony Hooper, die elkaar al van school kennen. Hun eerste bandje The Gin Bottle Four bestaat uit Cousins, Hooper, Jim Welsh, John Dalgliesh. Cousins en Hooper blijven over. Na talloze optredens in hun woonomgeving komt Strawbs op gang als Cousins en Hooper samen met de mandolinespeler Arthur Phillips hun bandje de naam The Strawberry Hill Boys geven, genoemd naar een gebied in Twickenham. Ze spelen bluegrass en folk. Phillips vertrekt al snel naar het buitenland en wordt vervangen door John Berry.
Door het aanhouden van Cousins krijgt men de mogelijkheid muziek te maken voor radio-uitzendingen en komt men in aanraking met andere musici, onder wie de slagwerkers John Marshall van Soft Machine en Terry Cox van Pentangle. Cousins is dan ook een veelgevraagd begeleider, onder anderen bij Leonard Cohen en Joni Mitchell. Als rond 1966 Ron Chesterman John Berry vervangt en de naam The Strawberry Hill Boys wordt ingekort is Strawbs een feit.
- MK1: 1963-juni 1967.

## Tijdperk Hooper

### Strawbs 2
Na de naamswijziging maakt Strawbs een korte tournee door Denemarken. In 1967 ontmoet Cousins zangeres Sandy Denny in Earls Court en vraagt haar of ze zijn groep wil komen versterken. Welke groep? vraagt ze: Strawbs. Ze nemen met wat vrienden een aantal demo’s op die terechtkomen bij Karl Emil Knudsen van een obscuur Deens platenlabel Sonet Records. Ze mogen in Kopenhagen een album opnemen en treden daar ook nog op onder de naam Sandy Denny and The Strawbs.
- MK2 (juli 1967-maart 1968): Dave Cousins, Tony Hooper, Ron Chesterman, Sandy Denny.
- Album 1968: All Our Own Work ook wel Sandy Denny and the Strawbs.

### Strawbs 3
Terug in Engeland wordt Denny benaderd door de producer van Fairport Convention, die haar vertelt dat Strawbs niet zo geschikt voor haar is; ze komt beter tot haar recht in de Convention. Ze stapt daarop over naar Fairport Convention. Inmiddels had Knudsen de opnamen doorgezonden naar A&M Records dat eigenlijk niet met de band verder wil zonder Denny. Uiteindelijk komt het er toch van. Strawbs schakelt nog even Sonja Kristina in als zangeres (één avond), maar ze zijn weer een trio. Ze nemen twee composities op en dat wordt de eerste single: “Oh How She Changed” met B-kant “Or Am I Dreaming” en de tweede single The Man Who Called Himself Jesus. Daarna volgen de opnamen voor hun eerste eigen elpee.
- MK3 (april 1968-augustus 1969): Cousins, Hooper en Chesterman.
- Album 1968: Strawberry Music Sampler No. 1
- Album 1969: Strawbs

### Strawbs 4
Cousins had tijdens de productie van het album Strawbs onenigheid met producer Gus Dudgeon, vandaar dat voor het volgende album alleen Tony Visconti overbleef. Strawbs werd teruggeworpen op hun basis, maar trok wel Claire Deniz, een klassiek geschoolde celliste aan. De opnamen voor Dragonfly vonden plaats in Kopenhagen, vertrouwd van hun eerste elpee. Voor één track wordt Rick Wakeman ingehuurd, zijn naam komt voor het eerst op dit album voor.
- MK4 (augustus 1969-december 1969) :Cousins, Hooper, Chesterman, Deniz
- album: 1970: Dragonfly.

### Strawbs 5
Na het uitbrengen van Dragonfly verlaat Deniz de Strawbs weer en gaat verder studeren; Lindsay Cooper neemt haar plaats in.
- MK5 (januari 1970-februari 1970): Cousins, Hooper, Chesterman, Cooper.

### Strawbs 6
Wakeman komt de groep nu echt versterken en professionaliseert de band; Chesterman voelt zich daar niet prettig bij en vertrekt.
- MK6 (maart 1970-april 1970): Cousins, Hooper, Wakeman, Cooper.

### Strawbs 7
Ook Cooper vertrekt en Cousins moet op zoek naar een ritmesectie. Ondertussen runt Cousins het Hounslow Arts Lab; een plaats waar onbekende bandjes optreden. Op een avond treedt daar Velvet Opera op, met Richard Hudson en John Ford. Die zijn ontevreden met de koers van hun band en stappen over naar Strawbs. Na slechts zes weken repeteren treden ze op in de Queen Elizabeth Hall in Londen, waarbij met name Wakeman de show steelt. Op 21 december 1970 treden ze op in de Royal Albert Hall, samen met Hardin & York (overblijfsel van The Spencer Davis Group) en Al Stewart. De samenstelling MK7 wordt door de meeste mensen die met Strawbs te maken hebben, beschouwd als het definitief vertrekpunt. Het album From the Witchwood laat een definitieve ommezwaai zien naar symfonische rock met folk-invloeden in plaats van andersom. Witchwood zou dan ook uiteindelijk de naam van hun eigen platenlabel worden.
- MK7 (mei 1970-juli 1971): Cousins, Hooper, Wakeman,Ford, Hudson.
- album 1970: Just a Collection of Antiques and Curios
- album met opnamen uit 1970: Recollection (2006)
- album 1971: From the Witchwood.

### Strawbs 8
Van de samenstelling MK7 werd gedacht dat die het wel een tijdje zou uithouden; maar Rick Wakeman heeft zich zo in de picture gespeeld, dat hij een kans ziet zich aan te sluiten bij Yes; dan al veel beroemder dan Strawbs, die pas aan het begin van hun carrière staan. Wakeman wordt vervangen door Blue Weaver, ook al geen onbekende op de toetsen. Voor het eerst toert Strawbs door de Verenigde Staten.
- MK8 (augustus 1971-augustus 1972): Cousins, Hooper, Weaver, Ford, Hudson.
- album 1972: Grave New World

### Strawbs 9
Hooper vindt dat de muziek niet de goede kant op gaat; hij houdt meer van folk en vertrekt. Als vervanger komt Dave Lambert van de band Fire, nadat hij eerst samen met Cousins heeft opgetreden en heeft meegespeeld op het eerste soloalbum van Cousins: Two Weeks Last Summer. Er ontstaan twee kampen in Strawbs; aan de ene kant Cousins met nieuwkomer Lambert, aan de andere kant Hudson en Ford (The Brothers). Hudson en Ford schreven de grootste hit: Part of the Union en eisen nu meer invloed, tegen de zin van Cousins. De Amerikaanse tournee wordt een fiasco en de band wordt eigenlijk opgeheven.
- MK9 (augustus 1972-mei 1973): (Cousins, Lambert, Ford, Weaver, Hudson)
- album 1973: Bursting at the Seams.
- album met muziek uit 1973: Strawbs in Concert deel 1

## Tijdperk Lambert

### Strawbs 10
Van opheffing blijkt geen sprake als Cousins en Lambert weer nieuwe musici rekruteren. De band bestaat dan uit:
- Cousins
- Lambert
- Chas Cronk – een maatje van Wakeman;
- John Hawken – uit de band Renaissance;
- Rod Coombes – uit de band Stealers Wheel.

Deze samenstelling (juni 1973-mei 1975) zou twee van Strawbs’ meest succesvolle albums opnemen:
- album 1974: Hero and Heroine
- album met muziek uit 1974: Strawbs in Concert deel 2
- album 1975: Ghosts.

Het is de tijd dat er in de popmuziek onderscheid gemaakt wordt tussen single- en albumbands; Strawbs valt in de laatste categorie. Hun populariteit in de VS en Canada neemt toe, ze spelen samen met onder andere Lynyrd Skynyrd, Ten Years After en King Crimson. Tijdens een openluchtconcert in Phoenix (Arizona) komen 80.000 mensen kijken. Tegelijkertijd slinkt hun aanhang in Engeland.

### Strawbs 11
Door het groeiend succes wilde het management af van het contract met A&M Records. Er moest echter contractueel nog één album volgen. Cousins en Hawken hadden te lijden van het vele werk dat Strawbs in hun succesperiode krijgt aangeboden; Hawken stopt ermee. John Mealing komt over uit If en Robert Kirby (die ze kenden uit de periode Strawbs 9) toeren mee; beide op de toetsen.
- MK11: (juni 1975-september 1975): Cousins, Lambert, Cronk, Mealing, Coombes
- album 1975: Nomadness.

Nomadness klinkt als een moetje en het succes is navenant. Cousins bevindt zich in een echtscheidingsprocedure waardoor ook de composities van het album minder zijn. Nomadness wordt door de groep zelf als door de fans als een van de slechtere albums gezien. De toetsenpartijen worden grotendeels door Mealing gespeeld, maar ook Wakeman en Tommy Eyre en John Lumley-Saville spelen mee; een verbrokkeld album.

### Strawbs 12
Eigenlijk is Strawbs op sterven na dood, als ze in 1976 met toch een nieuw album komen: Deep Cuts. Het album Nomadness klonk dof van muziek en tekst; Deep Cuts (verwijzend naar de scheiding) klinkt fris. Het wordt uitgebracht door hun nieuwe platenmaatschappij Polydor, sublabel Oyster (van Deep Purple). Zelfs de hoes van het album ziet er fris uit; een elpee wordt afgedraaid met behulp van de doorn van een roos, die een spoor van bloed op de plaat achter laat.
- MK12: (oktober 1975-juni 1977)
- album met opnamen uit 1975: Strawbs Live in New York 75
- album 1976: Deep Cuts
- album 1977: Burning for You.

### Strawbs 13
Na de twee elpees voor Polydor stapt Strawbs over naar Arista. Er komt een geheel symfonisch album uit, maar Arista promoot het album slecht. Deadlines komt uit als de punk in Engeland zijn hoogtijdagen kent en weinigen zich nog interesseren voor symfonische rockmuziek. Beide factoren leiden tot een neergang in hun succes. Coombes is vertrokken en Tony Fernandez uit de begeleidingsband van Wakeman komt de groep versterken; hij speelt al mee op sommige tracks van Burning for You.
- MK13 (juni 1977-november 1977): Cousins, Lambert, Cronk, Fernandez met losse leden Mealing en Kriby;
- album 1977: Deadlines.

### Strawbs 14
De fans raken het spoor door de vele personeelswisselingen kwijt. Strawbs gaat op zoek naar een nieuwe toetsenist; het wordt Andy Richards. Tijdens de opnamen van het volgend album, geeft Lambert aan een solocarrière te willen beginnen en stapt uit de band. Jo Partridge komt de gelederen versterken, maar het is eigenlijk te laat.
- MK14 (december 1977-november 1978): Cousins, Partridge, Cronk, Richards, Fernandez;
- album met muziek uit 1977: Strawbs Concert Classics
- opname album 1978: Heartbreak Hill; het wordt pas in 1995 uitgegeven !

### Strawbs 15
Het wordt stil rond de Strawbs; het management laat Strawbs barsten. Cousins wordt zich gepasseerd en levert een soloplaat af: Old School Songs met een maatje uit het verleden: Brian Willoughby. Er volgt nog een single The King onder de naam Maddy Prior and the Strawbs.
- MK15: (december 1978 - juni 1980): Cousins, Brian Willoughby, Cronk, Richards, Fernandez
- Single: The King

### Strawbs 16
Strawbs pruttelt nog wat door; men probeert het nog met een nieuwe bezetting, maar het is voorlopig afgelopen. Cousins gaat een succesvolle radiocarrière beginnen en maakt af en toe nog een soloalbum. Zonder Cousins probeert men Strawbs levend te houden, hetgeen niet lukt. Lambert en Cronk gaan wel de studio in, maar het resultaat daarvan komt pas in 2007 uit als een soort verzamelaarsobject: Touch the Earth.
- MK16 juni/juli1980: Lambert, Cronk, Roy Hill, Richards, Fernandez, Willoughby, John Knightsbridge uit Illusion en Bimbo Acock (sax).

## Na 1980
Pas in 1985 volgt er een nieuw album Don't Say Goodbye en probeert men het tevergeefs opnieuw. Alleen de doorgewinterde fans blijven Strawbs nog volgen; de rest is afgehaakt. Zo af en toe komen er nog albums uit en men toert per toer in wisselende samenstelling. Een opleving in de interesse voor de symfonische rock geeft Strawbs de gelegenheid als een soort hobbyband verder te gaan. Op de Strawbs komt een akoestische variant; The Acoustic Strawbs, die ook toert, maar het heeft allemaal niet veel meer om het lijf. Als eigenlijke apotheose wordt een overzicht samengesteld: A Taste of Strawbs, met opnames die zijn blijven liggen, dan wel alternatieve opnamen. Het wordt in 500 exemplaren gefinancierd door voorintekening door de fans, die het album willen hebben; een succesvol concept dat Marillion ook al eens gebruikte. Deze financiering gebruikte de band weer in 2008 bij de uitgave van The Broken Hearted Bride. Om het album te promoten wordt voor de synthesizers Oliver Wakeman aangetrokken, de zoon van. Hij speelt ook mee op het 2009-album Dancing To The Devil's Beat

## Discografie

### Singles
- "Oh How She Changed"
- "The Man Who Called Himself Jesus"
- "Forever"
- "Benedictus"
- "Here It Comes"
- "Lay Down"
- "Part of the Union"
- "Shine on Silver Sun"
- "Hero and Heroine"
- "Hold on to Me (The Winter Long)"
- "Grace Darling"
- "Lemon Pie"
- "I Only Want My Love to Grow in You"
- "Charmer"
- "Back in the Old Routine"
- "Keep On Trying"
- "Heartbreaker"
- "Joey and Me"
- "New Beginnings" ·
- "I Don't Want to Talk About It"
- "The King"
- "Alice's Song"

### Studioalbums
- All Our Own Work
- Strawberry Music Sampler No. 1
- Strawbs
- Dragonfly
- From the Witchwood
- Grave New World (album) en Grave New World (film)
- Bursting at the Seams
- Hero and Heroine
- Ghosts
- Nomadness
- Deep Cuts
- Burning for You
- Deadlines
- Heartbreak Hill
- Touch the Earth (Strawbs zonder Cousins)
- Don't Say Goodbye
- Ringing down the Years
- Blue Angel
- Déjà fou
- The Broken Hearted Bride (2008)
- Dancing to the Devil's Beat (2009)
- Live at the BBC: Volume One: In Session (2010)
- Live at the BBC: Volume Two: In Concert (2010)
- Hero and Heroine in Ascencia (2011)
- Prognostic (2014)
- The Ferryman's Curse (2017)
- Settlement (2021)
- The Magic Of It All (2023)

### Livealbums
- Recollection
- Just a Collection of Antiques and Curios
- Strawbs in Concert
- Strawbs Concert Classics
- Strawbs Live in New York 75
- Strawbs Greatest Hits Live!
- The Complete Strawbs (Chiswick '98 Live)
- Strawbs Live at NEARfest
- Lay Down with the Strawbs
- Strawbs 40th anniversary celebration Vol. 1: Strawberry Fayre (2009 reünieconcert)

## Acoustic Strawbs
- Baroque & Roll
- Full Bloom
- Painted Sky
- Acoustic Gold - 2011

## Turkey Leg Johnson
Turkey Leg Johnson was de naam van de band, die volledig uit leden van Strawb bestond en optrad als leider Dave Cousins niet mee kon spelen vanwege zijn radiowerk.
De band band bestond meestentijds uit:
- Richard Hudson - slagwerk, zang
- Chris Parren - toetsen
- Brian Willoughby - zang, gitaar
- Rod Demick - basgitaar, zang

Ze hebben geen albums uitgebracht.

## Dvd's
- Acoustic Strawbs Live in Toronto
- Strawbs Live in Tokyo 75 DVD, plus Grave New World, the movie
- The Complete Strawbs: The Chiswick House Concert
- Acoustic Strawbs - live at Hampton Court (2009)

## Box
- A Taste of Strawbs

## Bootleg
- Heroes are forever (Italië)

## NPO Radio 2 Top 2000
| Nummer met noteringen in de NPO Radio 2 Top 2000 | '99  | '00 | '01  |
| ------------------------------------------------ | ---- | --- | ---- |
| Part of the Union                                | 1923 | -   | 1907 |

1. ↑  Een '-' betekent dat het nummer niet was genoteerd en een vetgedrukt getal geeft de hoogste notering aan.
2. ↑  Deze tabel is bijgewerkt tot en met de meest recente editie (2024).